# Haus Circus 2 (Putbus)

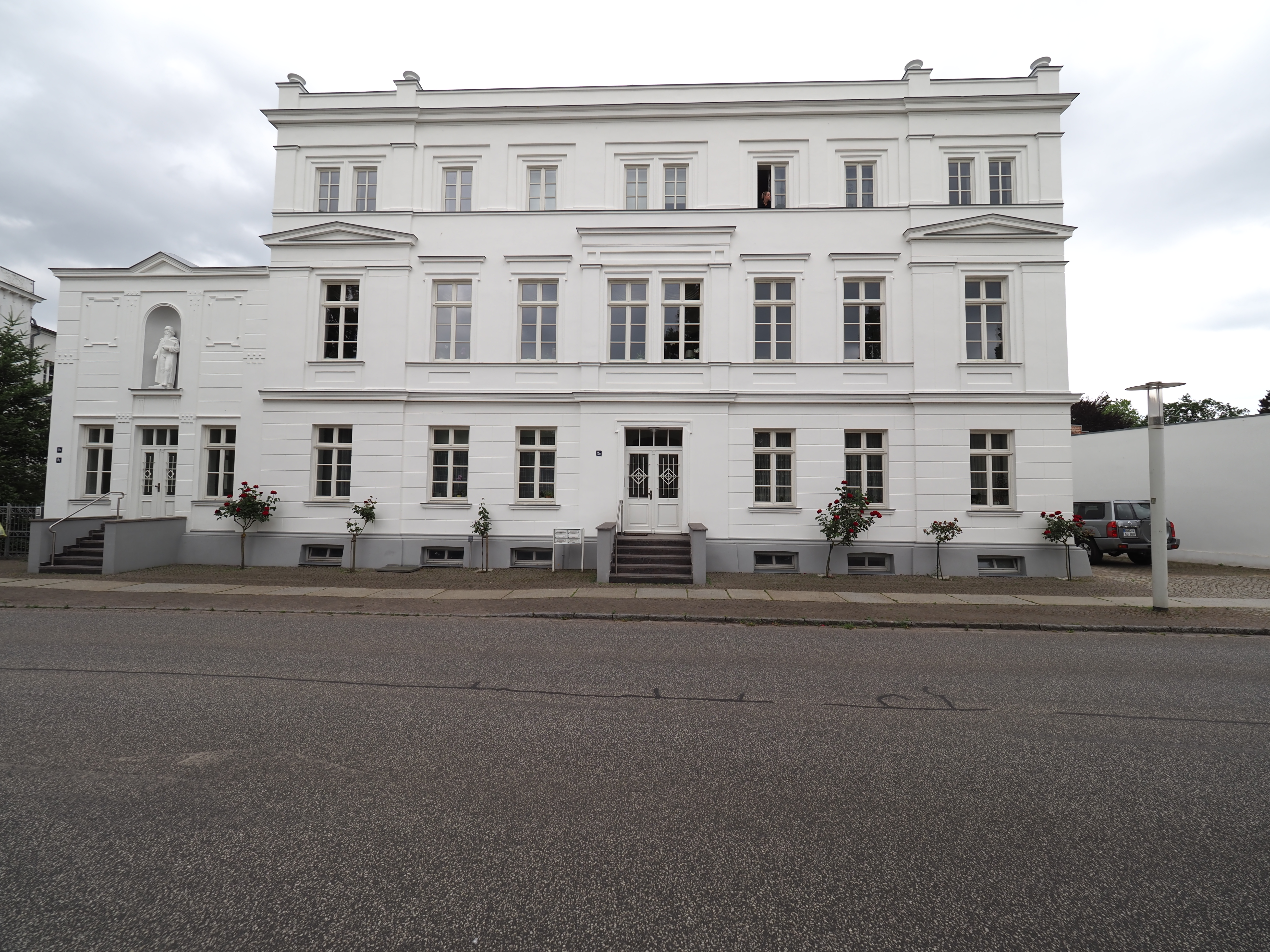

Das Haus Circus 2 (auch Nr. 2a, 2b, 2c) in Putbus (Rügen, Mecklenburg-Vorpommern) stammt von etwa 1840. Es ist heute ein Wohnhaus mit Büronutzung.
Das Gebäude steht unter Denkmalschutz.

## Geschichte

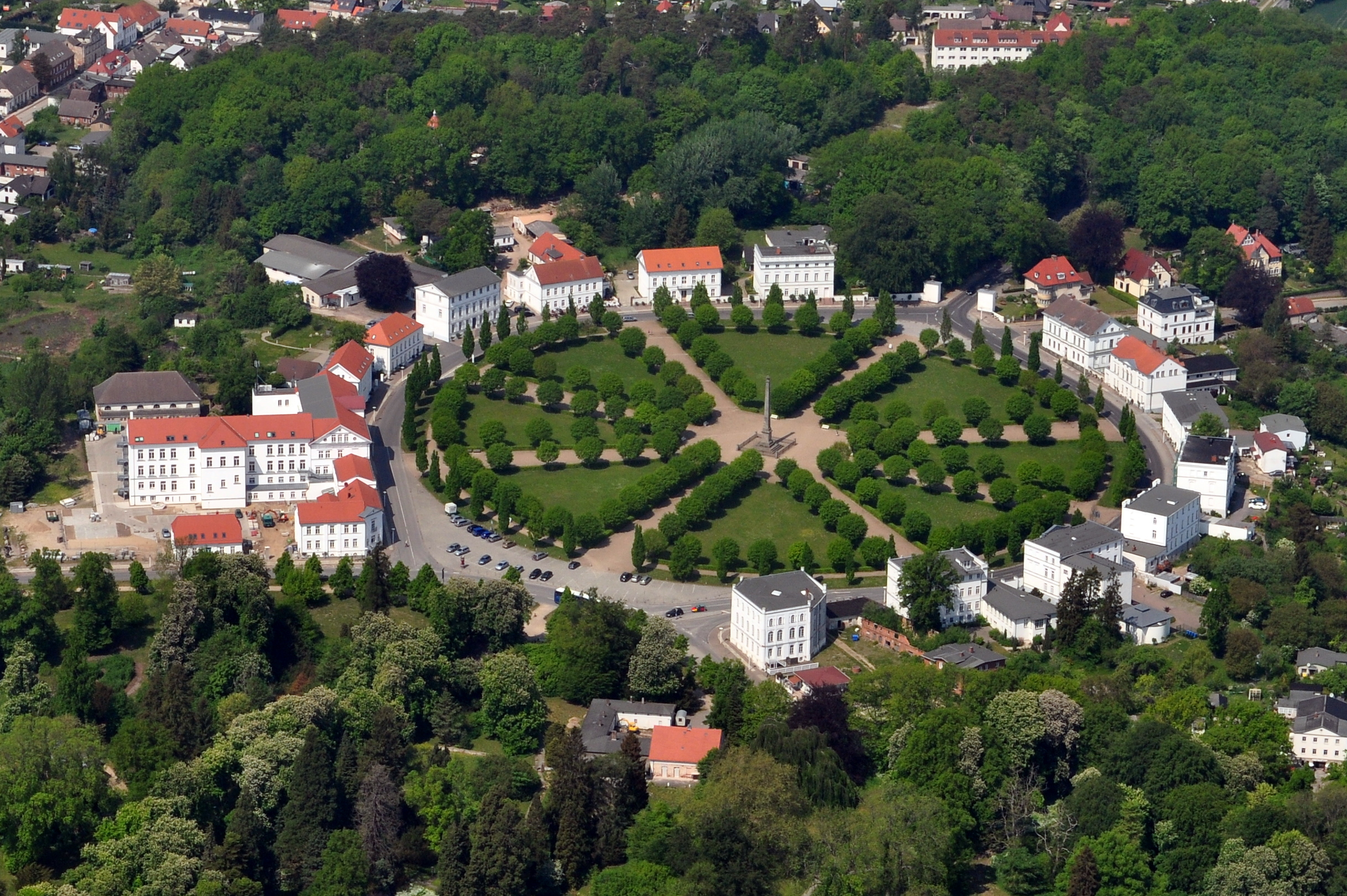
Der Cirkus: Nr. 2: unten mittig/rechts

Putbus mit 4435 Einwohnern (2019) wurde 1286 erstmals erwähnt. Als Residenzstadt auf Rügen wurde sie 1810 von Wilhelm Malte I. Fürst zu Putbus gegründet.
Das drei- bis viergeschossige siebenachsige verputzte klassizistische Haus mit zweigeschossigem Anbau, den zwei Giebelrisaliten und dem prägenden Fugenbild wurde um 1840 im Stil der Berliner Bauschule um Karl Friedrich Schinkel erstellt. In dem Haus war ab etwa 1900 bis 1929 die Rügen-Druck Putbus, die dann in das Haus Circus 13 umzog. Die Plastik von Johannes Gutenberg am Obergeschoss des Anbaus erinnert noch heute an diese Zeit.
Das Wohnhaus wurde in den 1990er Jahren im Rahmen der Städtebauförderung saniert. Das Ensemble wird auch durch ein Atelier und Büros genutzt.